# Neobuthus cloudsleythompsoni
Espèce
Neobuthus cloudsleythompsoni est une espèce de scorpions de la famille des Buthidae.

## Distribution
Cette espèce est endémique du Sud en Éthiopie. Elle se rencontre dans la zone Debub Omo.

## Description
Les mâles mesurent de 18,5 à 19 mm et les femelles 23 à 25 mm.

## Étymologie
Cette espèce est nommée en l'honneur de John Leonard Cloudsley-Thompson.

## Publication originale
- Lourenço, 2001 : « Taxonomic considerations on the genera Butheolus Simon, Nanobuthus Pocock and Neobuthus Hirst (Scorpiones, Buthidae) with the description of a new species of Neobuthus from Ethiopia. » Ecology of Desert Environments, Festschrift for Prof. J.L. Cloudsley-Thompson, Jodhpur, India, p. 171-183.